# 나카가와군 (데시오국)

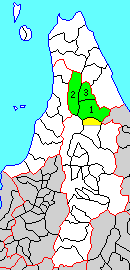
나카가와 군 (데시오 국)의 위치

나카가와군(일본어: 中川郡)은 일본 홋카이도의 가미카와 지청 북단에 있는 군이다.
인구 5,491명, 면적 1,542.46km², 인구밀도 3.56명/km².(2025년 2월 28일, 주민기본대장인구)
이하 2정 1촌으로 구성된다.
- 비후카정(美深町)
- 나카가와정(中川町)
- 오토이넷푸촌(音威子府村)

## 역사
에도 시대에 나카가와 군역은 서 에조치에 속해, 마쓰마에번에 의해서 열리고 있던 테시호 장소에 포함되었다. 에도 시대 후기가 되면서 남하정책을 강력하게 진행하는 러시아의 위협에 대비해 나카가와 군역은 천령이 되었다. 1869년 8월 15일에 나카가와 군이 놓여져 홋카이도 데시오국에 포함되었다.

## 같이 보기
- 나카가와 군 (도카치 국)